# Продавщица фиалок (фильм)
«Продавщи́ца фиа́лок» (исп. La violetera) — испано-итальянский музыкальный мелодраматический кинофильм, поставленный испанским режиссёром Луисом Сесаром Амадори в 1958 году с испанской киноактрисой и эстрадной певицей Сарой Монтьель и итальянским киноактёром Рафом Валлоне в главных ролях.

## Сюжет
Действие фильма начинается в Испании, в Мадриде, в 1899 году, в канун встречи Рождества и Нового года. Молодая очаровательная девушка Соледад Морено — продавщица фиалок и начинающая певица варьете. Однажды она знакомится у Большого театра Мадрида с Фернандо — влиятельным и богатым джентльменом. Молодые люди с первой встречи полюбили друг друга. Несмотря на то, что их союз невозможен из-за социального неравенства, Фернандо везде появляется вместе с Соледад и намерен на ней жениться. Ради Соледад Фернандо отверг состоятельную невесту, даму своего круга, и поссорился с братом, возмущённым мезальянсом. Но чванливое аристократическое общество никак не могло смириться с этой скандальной связью и добилось своего: накануне свадьбы Фернандо объявляет Соледад, что они должны расстаться. Соледад находит утешение в пении, и со временем становится знаменитой на всю Испанию певицей и материально обеспеченной женщиной. Однако, несмотря на славу, поклонников и материальное благополучие, Соледад по-прежнему одинока, и только встреча с Фернандо может успокоить её сердце. Фернандо добился в карьере всего, чего от него требовали долг и положение в обществе, но однажды, возвращаясь из деловой поездки домой в Мадрид, незадолго до Рождества, он не выдерживает и идёт искать свою единственную любовь, которую так и не смог забыть и без которой одинок и несчастлив — продавщицу фиалок Соледад.
В фильме звучит 9 песен в исполнении Сары Монтьель.

## В ролях
- Сара Монтьель — Соледад Морено
- Раф Валлоне — Фернандо
- Франк Вильяр — Анри Гарналь, импресарио
- Ана Марискаль — графиня Магдалена де Бласин, невеста Фернандо
- Пастор Серрадор — Карлос, друг Фернандо
- Томас Бланко — Альфонсо, старший брат Фернандо
- Робер Пизани — маэстро

## Съёмочная группа
- Режиссёр: Луис Сесар Амадори
- Продюсеры: Бенито Перохо, Мигель Тудела
- Композитор: Хуан Кинтеро
- Сценаристы: Хесус Мария де Аросамена, Андре Табе, Мануэль Вильегас Лопес
- Оператор: Антонио Бальестерос
- Художник-постановщик: Энрике Аларкон
- Художник по костюмам: Умберто Корнехо
- Художники: Хоакин Эспарса, Франсиско Родригес Асенсио
- Монтаж: Антонио Рамирес де Лоайса

## Премии
- Премия общества кинокритиков и кинодраматургов Испании «Лучшая актриса» (Сара Монтьель)